# Sendai☆syrup
sendai☆syrup（センダイシロップ）は、かつて宮城県仙台市を拠点に活動していた日本の女性ローカルアイドルユニットである。

## 概要
ドリーミュージック・アーティストスクールの特待生を中心に「セキスイハイムスーパーアリーナを満員にすること」を目標として結成され、2014年6月14日にデビューした。メンバーは全員宮城県出身、当初は8人組のユニットで、インディーズデビューシングルには選抜された5名が参加。2015年5月23日よりサポートメンバーとして「DJひなた」を加えた6人組となるが、2016年9月5日付で菊地玲菜と相澤瑠香、2016年10月3日付で石川紗希が脱退しメンバーは3名となった。2017年3月23日、公式サイトにて同年4月2日をもって無期限の活動休止に入る事が発表された。

## ユニット名
名前には、甘く色鮮やかなかき氷のシロップのようにメンバーの個性を発揮できるようにとの思いが込められており、仙台の福の神として知られる仙台四郎の名に掛けている。また、メンバーの担当カラーの名称はかき氷のシロップからマイシロップとして付けられている。

## 略歴

### 2013年
- 5月、ドリーミュージック・アーティストスクール仙台、開校[2]。

### 2014年
- 6月14日、七ヶ浜国際村で開催された「SEKIGAHARA IDOL WARS+Girls-natioN〜フェスティバル2014〜」にてお披露目[3]、公式サイト開設、公式ブログ・公式Twitter開始。
- 6月21日、1stインディーズシングルの音源収録メンバー選抜テストの結果を発表し、石川紗希、菊地玲菜、佐藤陽菜、立花萌香、相澤瑠香の5名に決定。
- 8月17日、MMTミヤギテレビ「仙台ノ学園文化祭実行委員会」に初出演[4]。
- 8月20日、1stインディーズシングル「愛と呼ぶらしい」リリース[5]。
- 9月21日、TSUTAYA O-WESTにて開催されたDoll☆Elements 6thワンマンライブ「私たちいつでも君の味方だよ Doll☆Elementsです!」にオープニングアクトとして出演。
- 9月23日、ぶらんど〜む一番町商店街にて開催された「仙台コレクション'14」 仙台ノ学園文化祭実行委員会PRステージにメンバーの相澤瑠香、菊地玲菜、立花萌香が出演[6]。
- 9月27日、「仙台ノ学園文化祭実行委員会 公開収録イベント in 万代仙台南店」に出演、他アイドルとのゲームを勝ち抜き、同番組のレギュラー権利を獲得。

### 2015年
- 1月30日、休養・リハビリ中であった立花萌香の活動休止をブログで発表[7]
- 4月3日、「仙台ノ学園ラジオ部」のアシスタントマンスリーMCとして石川紗希が出演開始。
- 4月6日、1stインディーズアルバム『シロップ☆syrup』リリース。
- 4月11日、仙台darwinにて開催された「Doll☆Elements First Japan Tour 〜春が来た！ゆるゆるごとごとトナリでいこう！〜」にオープニングアクトとして出演、同年5月23日に1stワンマンライブを開催することを発表。
- 4月12日、メンバーがTwitterを開始[8]。
- 5月23日、仙台のライブハウス enn 2ndにて1stワンマンライブ「シロップ☆syrup」発売記念ワンマンライブminiを開催。メンバーの担当カラー・石川紗希のリーダー就任・サポートメンバーとしてひなたの加入を発表。
- 7月26日、仙台市勾当台公園にて開催された「TBC夏まつり2015」に初出演し、TBCラジオにてレギュラー番組開始を発表。
- 8月1日、「TOKYO IDOL FESTIVAL 2015」に初出演。
- 8月23日、24時間テレビに出演。
- 9月7日、TBCラジオにて冠番組『sendai☆syrupのホップシロップジャンプ!』放送開始。
- 9月12日、「IBCまつり2015」に出演[9]。

### 2016年
- 1月2日、2ndシングル「進め!!シロップ号☆」リリース。
- 2月14日、3rdワンマンライブ「進め!!シロップ号☆」〜バレンタイン・恋せよ乙女・いざ出陣!!〜＠仙台darwinにて、DJひなたの正式メンバーへの昇格を発表。
- 4月6日、3rdシングル「ばっちこい!!シロップ☆」リリース。
- 5月29日、仙台PITにて開催された「ミュージックパーク × TOKYO IDOL PROJECT in SENDAI」に出演[10]。
- 7月30日-31日、「TBC夏まつり2016 絆みやぎ〜GO FORWARD〜」に2年連続で出演。
- 8月5日、「第47回仙台七夕花火祭」西公園ステージイベントに出演。
- 8月5〜7日、「TOKYO IDOL FESTIVAL2016」へ2年連続で出演。
- 8月6日、4thシングル「七夕の約束」リリース。
- 8月24日、菊地玲菜、相澤瑠香の卒業を発表[11]。
- 9月20日、石川紗希の卒業を発表[12]。
- 10月31日、派生ユニットsendai☆sugarsの結成を発表。2017年3月10日“佐藤の日”の初シングル発売に向けて、佐藤姓のみの“佐藤オーディション”を行う。

### 2017年
- 3月23日、公式サイトにて、同年4月2日をもっての無期限の活動休止を発表。活動休止後、佐藤佳奈、佐藤杏奈、DJひなたの3名については所属事務所であるドリーミュージックアーティストマネージメントのタレントとして今後も活動するとしている[13]。

## メンバー

### 活動休止時のメンバー
| 名前 （よみ）                   | ニックネーム     | 生年月日 （現年齢）     | 血液型 | 担当カラー | 備考 |
| ------------------------------- | ---------------- | ----------------------- | ------ | ---------- | --- |
| 佐藤 杏奈 （さとう あんな）     | あんな、あーにゃ | 1995年11月13日 （29歳） | A型    | あずき金時 | 魅惑の踊り子                                                                                               |
| 佐藤 佳奈 （さとう かな）       | かなちゃん、かな | 1996年1月12日 （29歳）  | O型    | 宇治抹茶   | のんびり亀                                                                                                 |
| DJひなた （ディージェーひなた） | DJひなた         | 2004年12月9日 （20歳）  | O型    | みぞれ     | 2015年5月23日サポートメンバーとして加入（加入時 小学5年生） 2016年2月14日3rdワンマンより正式メンバーに昇格 |

### 過去に在籍したメンバー
| 名前 （よみ）               | ニックネーム     | 生年月日 （現年齢）     | 血液型 | 担当カラー   | 備考                                              |
| --------------------------- | ---------------- | ----------------------- | ------ | ------------ | ------------------------------------------------- |
| 三浦 愛夏 （みうら あいか） | -                | 1997年11月11日 （27歳） | -      |              | 脱退日不明                                        |
| 佐藤 陽菜 （さとう はるな） | はるな           | 1998年2月19日 （27歳）  | A型    |              | 2014年の9月頃に脱退                               |
| 立花 萌香 （たちばな もか） | もか、もかちゃん | 1998年2月6日 （27歳）   | O型    |              | メガネのバリスタ 2015年1月30日付で活動を休止      |
| 菊地 玲菜 （きくち れいな） | れいな           | 1997年10月16日 （27歳） | O型    | イチゴ       | 盛り上げ隊長 華麗な蹴り姫 2016年9月5日付卒業      |
| 相澤 瑠香 （あいざわ るか） | るかちゃん、るか | 1999年5月22日 （25歳）  | A型    | ブルーハワイ | 天使のウパルカ 2016年9月5日付卒業                 |
| 石川 紗希 （いしかわ さき） | さあきゅん       | 1997年3月12日 （28歳）  | AB型   | ピーチ       | 初代リーダー Loveきゅんアイドル 2016年10月3日卒業 |

## 作品

### シングル
| 発売日        | タイトル              | 収録曲 | 品番 | 備考 | 順位 |
| ------------- | --------------------- | --- | --- | --- | --- |
| 2014年8月20日 | 愛と呼ぶらしい        | 1.愛と呼ぶらしい 2.タラレバリロード                                                                                     | HID-1016 | 作詞・曲 サカノウエヨースケ 編曲 michitomo                                                                   | オリコンインディースランキング 7位 |
| 2016年1月2日  | 進め!!シロップ号☆     | 1.進め!!シロップ号☆ 2.ラブリーロケット6 3.進め!!シロップ号☆ (instrumental) 4.ラブリーロケット6 (instrumental)           | 全員ジャケット盤(FOCD-0014) 石川紗希ジャケット盤(-0015) 菊地玲菜ジャケット盤(-0016) 相澤瑠香ジャケット盤(-0017) 佐藤杏奈ジャケット盤(-0019) 佐藤佳奈ジャケット盤(-0018) DJひなたジャケット盤(-0020) | 作詞・曲・編曲 1.進め!!シロップ号☆ mekeo 2.ラブリーロケット6 松田 貴志                                       | オリコンデイリーランキング5位 オリコンウィークリーランキング19位 オリコンインディースランキング3位 タワーレコード全店総合シングルチャート4位 |
| 2016年4月6日  | ばっちこい!!シロップ☆ | 1．ばっちこい!!シロップ☆ 2．あしたからの私へ 3．ばっちこい!!シロップ☆ (instrumental) 4．あしたからの私へ (instrumental) | 全員ジャケット盤(FOCD-0022) 石川紗希ジャケット盤(-0023) 菊地玲菜ジャケット盤(-0024) 相澤瑠香ジャケット盤(-0025) 佐藤杏奈ジャケット盤(-0026) 佐藤佳奈ジャケット盤(-0027) DJひなたジャケット盤(-0028) | 1.ばっちこい!!シロップ☆ 作詞・作曲・編曲 mekeo 2.あしたからの私へ 作詞・作曲 キョクツクル、編曲 日々野誠     | オリコンデイリーランキング17位 オリコンウィークリーランキング24位 オリコンインディースランキング7位                                          |
| 2016年8月6日  | 七夕の約束            | 1．七夕の約束 2．真夏のグラデーション 3．七夕の約束(instrumental) 4．真夏のグラデーション(instrumental)                 | 全員ジャケット盤(FOCD-0031) 石川紗希ジャケット盤(-0032) 菊地玲菜ジャケット盤(-0033) 相澤瑠香ジャケット盤(-0034) 佐藤佳奈ジャケット盤(-0035) 佐藤杏奈ジャケット盤(-0036) DJひなたジャケット盤(-0037) | 1．七夕の約束 作詞・作曲・編曲 mekeo 2．真夏のグラデーション 作詞 あいみベイダー 作曲・編曲 ユキナリショウジ | オリコンデイリーランキング16位 オリコンインディースランキング9位                                                                             |

### アルバム
| 発売日       | タイトル       | 収録曲 | 作詞・作曲・編曲 | 品番      | 備考                               |
| ------------ | -------------- | --- | --- | --------- | ---------------------------------- |
| 2015年4月6日 | シロップ☆syrup | 1. overture 2. 君はシェイクスピア!! 3. タラレバリロード〜Album edit〜 4. いつかはシャバダバ!! 5. 愛と呼ぶらしい〜Album edit〜 6. 女神ファンファーレ 7. Place with you 8. Special Day 9. 桜色シンデレラ 10. せつなさを抱いて飛べ 11. 君の背中 | 作曲・編曲：サカノウエヨースケ 作詞・作曲・編曲：サカノウエヨースケ 作詞・作曲：サカノウエヨースケ / 編曲：michitomo 作詞・作曲・編曲：サカノウエヨースケ 作詞・作曲：サカノウエヨースケ / 編曲：michitomo 作詞・作曲・編曲：松田貴志 作詞・作曲：平賀伸明 / 編曲：michitomo 作詞・作曲：A.F.L.O / 編曲：Yasutaka Kume 作詞・作曲・編曲：サカノウエヨースケ | FOCD-0008 | ジャケット（歌詞付き） は別売り7種 |

- 1stシングル、1stアルバムとも店頭販売はHMV仙台ロフト店のみとなっている。
- 2ndシングルよりHMV、タワーレコードを中心にAmazon等で全国展開をおこなっている。

### タイアップ
| 楽曲                  | タイアップ | 備考 |
| --------------------- | --- | ---- |
| 進め!!シロップ号☆     | ミヤギテレビ 「仙台ノ学園文化祭実行委員会」2〜3月期エンディングテーマ曲 TBCラジオ2016年1月度「TBCイチオシパワープレイ」 |      |
| ばっちこい!!シロップ☆ | ミヤギテレビ 「仙台ノ学園文化祭実行委員会」エンディングテーマ曲 TBCラジオ2016年4月度「TBCイチオシパワープレイ」         |      |
| 七夕の約束            | TBCラジオ2016年8月度「TBCイチオシパワープレイ」                                                                         |      |

## ライブ

### ワンマンライブ
- 1stワンマンライブ“「シロップ☆syrup」発売記念ワンマンライブmini”（2015年5月23日、LIVE HOUSE enn2nd）
- 2ndワンマンライブ「進め!!シロップ号☆」（2015年9月27日、仙台MACANA）
- 3rdワンマンライブ「進め!!シロップ号☆」〜バレンタイン・恋せよ乙女・いざ出陣!!〜（2016年2月14日、仙台darwin）
- 4thワンマンライブ「進め!!シロップ号☆」〜がんばれ!! シロップ☆ 勝利へわっしょいしょーいっ!!〜岩手公演（2016年6月4日、the five morioka）
- 4thワンマンライブ「進め!!シロップ号☆」〜がんばれ!! シロップ☆ 勝利へわっしょいしょーいっ!!〜宮城公演 （2016年6月19日、仙台darwin）
- 菊地玲菜、相澤瑠香　卒業公演（2016年9月4日、space Zero）

### 定期ライブ
- sendai☆syrup 3rdワンマンライブへの道〜甘党さんとの交流戦・3試合で足りるのか？〜（2015年12月5日・26日・2016年1月16日、イーグルスドーム）
- sendai☆syrup 4thワンマンライブへの道〜甘党さんとの交流戦・何試合でもやっちゃいます!!〜（2016年4月29日・5月15日、イーグルスドーム）
- sendai☆syrup 〜甘党さんとの交流戦・何試合でもやっちゃいます!!〜（2016年7月10日、イーグルスドーム）

## 出演

### テレビ
- 仙台ノ学園文化祭実行委員会（2014年8月17日 - 、ミヤギテレビ）- レギュラー番組
- サンドの新春初売テレビ2016（2016年1月1日、東北放送）[26]

### ラジオ
- 「仙台ノ学園ラジオ部」-「カズシックのBoomin’System」（2015年4月3日 - 、Datefm） - アシスタントMC（石川紗希）
- sendai☆syrupのホップシロップジャンプ!（2015年9月7日 - 2016年12月26日、東北放送）- レギュラー番組
- プロ野球2016プロ野球パ・リーグ開幕直前スペシャル「プロ野球三都物語」（2016年3月19日、東北放送・北海道放送・RKB毎日放送の3県ネット）- 東北楽天ゴールデンイーグルスの応援団として出演
- スベル兄弟（2017年1月16日 - 、東北放送）- レギュラー番組

### ネット配信
- TOKYO IDOL FESTIVAL 2014×SHOWROOM（2014年7月18日・21日・23日・24日・25日、SHOWROOM）
- sendai☆syrupのホップシロップジャンプ!（2015年8月10日・24日・9月7日 - 、東北放送チャンネル - ニコニコチャンネル）

### イベント
2014年
- 7月13日、SCK GIRLS & FRAGRANCE 定期ライブ「みんな一緒に騒ごうよッ!!」（仙台spaceZero）- ゲスト出演
- 8月16日、伊達祭 SENDAI STREET FESTA 2014（勾当台公園 市民広場）[27]
- 8月17日、伊達祭 SENDAI STREET FESTA 2014（勾当台公園 市民広場）[28]
- 8月17日、Girls Live Collection（仙台spaceZero）
- 8月24日、TO ALL FLESH MUSIC WILL POWER 音楽は力になる（大崎市田尻総合体育館グラウンド）[29]
- 9月14日、SCK GIRLS & FRAGRANCE 定期ライブ「みんな一緒に騒ごうよッ!!」（仙台spaceZero）- ゲスト出演
- 9月28日、Aiどんとこ市パフォーマンスステージ（勾当台公園）[30]
- 9月21日、私たちいつでも君の味方だよ Doll☆Elementsです!（TSUTAYA O-WEST）オープニングアクト
- 10月3日、杜の都 Mini Expo〜 仙台インディペンデント（仙台spaceZero）[31]
- 10月13日、SCK GIRLS & FRAGRANCE 定期ライブ「みんな一緒に騒ごうよッ!!」（仙台spaceZero）- ゲスト出演
- 10月26日、おおがわらオータムフェスティバル（大河原町役場）
- 11月2日、センダイノアイドル vol.01（仙台spaceZero）
- 11月8日　Forest City Fanfare 2014（仙台spaceZero）
- 11月9日、センダイノアイドル vol.02（仙台spaceZero）
- 11月12日、私たちいつでも君の味方だよ Doll☆Elementsです！仙台公演（仙台MACANA）- オープニングアクト
- 11月23日、第8回松島大漁かきまつりin磯島
- 11月29日、センダイノアイドル vol.03（仙台spaceZero）
- 11月30日、東北六景アイドルフェスタ2014 in SENDAI（仙台spaceZero）
- 12月13日、仲良くなろうよ！東北アイドル祭り2014冬 presented by「みんな一緒に騒ごうよっ!!」（専門学校デジタルアーツ仙台 6Fライブシアター）
- 12月21日、センダイノアイドル vol.04（仙台spaceZero）
- 12月29日、センダイノアイドル vol.05（仙台spaceZero）

2015年
- 1月10日、センダイノアイドル vol.06（仙台spaceZero）
- 1月18日、SCK GIRLS & FRAGRANCE 定期ライブ「みんな一緒に騒ごうよッ!!」（仙台spaceZero）- ゲスト出演
- 1月25日、センダイノアイドル vol.07（仙台spaceZero）
- 2月8日、SCK GIRLS & FRAGRANCE 定期ライブ「みんな一緒に騒ごうよッ!!」（仙台spaceZero）- ゲスト出演
- 2月13日、フリージアとショコラ2015-DAY2-（仙台MACANA）
- 2月22日、センダイノアイドル vol.08（仙台spaceZero）
- 2月28日、Doll☆Elements First Japan Tour 〜春が来た！ゆるゆるごとごとトナリでいこう！〜（埼玉Live House HEARTS）- オープニングアクト
- 3月8日、SCK GIRLS & FRAGRANCE 定期ライブ「みんな一緒に騒ごうよッ!!」（仙台spaceZero）- ゲスト出演
- 3月22日、Girl's Bomb!! 〜春の湾岸祭り〜（新木場STUDIO COAST）[32]
- 3月28日・29日、東北六景アイドルフェスタ2015 in SENDAI（仙台spaceZero）
- 3月21日、Doll☆Elements First Japan Tour 〜春が来た！ゆるゆるごとごとトナリでいこう！〜（千葉LOOK）- オープニングアクト
- 4月11日、Doll☆Elements First Japan Tour 〜春が来た！ゆるゆるごとごとトナリでいこう！〜（仙台darwin）- オープニングアクト
- 4月18日、Doll☆Elements First Japan Tour 〜春が来た！ゆるゆるごとごとトナリでいこう！〜ファイナル（新宿BLAZE）- オープニングアクト
- 4月25日、SCK GIRLS & FRAGRANCE 定期ライブ「みんな一緒に騒ごうよッ!!」（仙台spaceZero）- ゲスト出演
- 4月29日、センダイノアイドル vol.09（仙台spaceZero）
- 5月3日、夢と緑のある未来（イオン気仙沼）
- 5月4日、春フェス2015「LIFE !S LIVE」みちのくフェスステージ（フジテレビ本社屋 1階池広場）
- 5月5日、kurax 10th Anniversary ファッションショー（サンモール一番町商店街）
- 5月6日、センダイシロップGWスペシャルライブイベント（HMV仙台ロフト店）
- 5月10日、SCK GIRLS & FRAGRANCE 定期ライブ「みんな一緒に騒ごうよッ!!」（仙台spaceZero）- ゲスト出演
- 5月23日、sendai☆syrup 1stワンマンライブ（LIVE HOUSE enn 2nd）
- 5月26日、SENDAI 放課後アイドル天国 Vol.1（仙台darwin）
- 6月13日・14日、「LIFriends 47都道府県全部いっちゃうぜTOUR 2015 ROAD to 武道館!!」 - ゲスト出演
- 7月4日、「アキシブproject 全国LIVEハウスツアー2015-心技体 武者修行-」（仙台spaceZero）- ゲスト出演
- 7月25日、GROWING UP SENDAI FLASH SENDAI×sendai☆syrup 〜皆で仙台を盛り上げよう！〜 presented by Date fm（仙台CLUB JUNK BOX）
- 7月26日、TBC夏まつり2015（勾当台公園）
- 7月28日、SENDAI 放課後アイドル天国 Vol.2（仙台darwin）
- 8月1日、TOKYO IDOL FESTIVAL 2015（お台場・青海特設会場）
- 8月23日、24時間テレビ38 愛は地球を救う（仙台市勾当台公園・宮城メイン会場）
- 9月12日、IBCまつり2015（アピオ屋外特設会場）
- 9月27日、sendai☆syrup 2ndワンマンライブ『進め!!シロップ号☆』（仙台MACANA）
- 10月16日、sendai☆syrup緊急ファンミーティング(菊地玲菜生誕祭)
- 10月25日、sendai☆syrupファンミーティング(ハロウィンパーティー)
- 10月30日、Girls LIVE Party（イオンタウン仙台泉大沢）
- 11月13日、sendai☆syrup緊急ファンミーティング(佐藤杏奈生誕祭)
- 11月15日、Girls LIVE Party（AmericanWAVE北上店）
- 11月17日、HERe:NE new single release event『12月3日 アストロワンマン前哨戦』〜mission,1（仙台darwin） - ゲスト出演
- 11月21日、Doll☆Elements 2nd Japan Tour 2015 〜Doll Magic〜（仙台darwin）- オープニングアクト
- 11月22日、お掃除ユニットCLEAR'Sライブ and 〜みんな一緒に騒ごうよっ!!（仙台spaceZero）- ゲスト出演
- 12月5日、sendai☆syrup 3rdワンマンライブへの道〜甘党さんとの交流戦・3試合で足りるのか？〜（イーグルスドーム（仙台市））
- 12月6日、「ストリーグ!!!!」仙台公演（専門学校デジタルアーツ仙台） - オープニングアクト
- 12月13日、SCK GIRLS & FRAGRANCE 定期ライブ「みんな一緒に騒ごうよッ!!」（仙台spaceZero）- ゲスト出演
- 12月19日、D-POP PROJECTION2015 Wow！Fes（デジタルアーツ仙台 6Fライブシアター（仙台市））
- 12月20日、sendai☆syrupファンミーティング(クリスマスエディション)
- 12月23日、M's by FLASHBACK. presents 服×アイドルコラボライブ（EBeanS（仙台市）） - ゲスト出演
- 12月25日、SENDAI放課後アイドル天国 クリスマススペシャル（仙台darwin）
- 12月26日、sendai☆syrup 3rdワンマンライブへの道〜甘党さんとの交流戦・3試合で足りるのか？〜2戦目（イーグルスドーム（仙台市））
- 12月27日、Girls LIVE Party （江釣子ショッピングセンターパル（岩手県））

2016年
- 1月16日、sendai☆syrup 3rdワンマンライブへの道〜甘党さんとの交流戦・3試合で足りるのか？〜最終戦（イーグルスドーム（仙台市））
- 1月17日、SCK GIRLS & FRAGRANCE 定期ライブ「みんな一緒に騒ごうよッ!!」（仙台space Zero）- ゲスト出演
- 1月31日、sendai idol arena（仙台space Zero）
- 2月6日、フリージアとショコラ2016（仙台MACANA）
- 2月11日、SENDAI放課後アイドル天国 Vol.4（仙台darwin）
- 2月14日、3rdワンマンライブ「進め!!シロップ号☆」〜バレンタイン・恋せよ乙女・いざ出陣!!〜（仙台darwin）
- 3月12日、SENDAI放課後アイドル天国 Vol.5（仙台darwin）
- 3月27日、sendai idol arena（仙台space Zero）
- 4月29日、sendai☆syrup 4thワンマンライブへの道〜甘党さんとの交流戦・何試合でもやっちゃいます!!〜（イーグルスドーム（仙台市））
- 5月15日、sendai☆syrup 4thワンマンライブへの道〜甘党さんとの交流戦・何試合でもやっちゃいます!!〜（イーグルスドーム（仙台市））
- 5月27日、東北ろっけんまつり「宮城の日」（Koboスタ宮城（仙台市）） - イベント出演
- 5月29日、ミュージックパーク × TOKYO IDOL PROJECT in SENDAI（仙台PIT）
- 6月4日、4thワンマンライブ「進め!!シロップ号☆」〜がんばれ!! シロップ☆ 勝利へわっしょいしょーいっ!!〜岩手公演（the five morioka（盛岡市））
- 6月19日、4thワンマンライブ「進め!!シロップ号☆」〜がんばれ!! シロップ☆ 勝利へわっしょいしょーいっ!!〜宮城公演 （仙台darwin）
- 7月2日、EBeanS夏フェス。出演：PassCode／sendai☆syrup。
- 7月3日、sendai idol arena　supported by タワーレコード仙台パルコ（仙台darwin）
- 7月10日、sendai☆syrup 〜甘党さんとの交流戦・何試合でもやっちゃいます!!〜（イーグルスドーム（仙台市））
- 9月4日、菊地玲菜、相澤瑠香　卒業公演（＠space Zero（仙台市））
- 10月2日、石川紗季　卒業公演（＠space Zero（仙台市））

### Twitter
- sendai☆syrupスタッフ公式アカウント (@sendai_syrup) - X（旧Twitter）
- 佐藤 杏奈 (sendai☆syrup) (@ss_annasato) - X（旧Twitter）
- 佐藤 佳奈 (sendai☆syrup) (@ss_kanasato) - X（旧Twitter）